# Пиріжки з горохом
Пиріжки з горохом, розрепанці з маштаркою - національна українська страва Поділля ,пиріжки з картопляного тіста, начинені  тертим горохом або квасолею.Це досить старовинний рецепт української кухні.Готується з вечора, а печеться зранку.  
Розрепанцями наші предки частували поважних гостей, що вважалося символом гостинності. Саме тому письмова згадка про ці пиріжки лишилася у нотатках мандрівника, який колись відвідував територію сучасної Хмельниччини.

## Загальна інформація
Пиріжок з горохом (розтрепанець) - це старовинний рецепт української кухні. Страва була і є дуже популярною на Поділлі. Готується з вечора, а печеться зранку. Розрепанець — це невеликий пиріжок, скріплений тільки по краях, із запеченою всередині начинкою: гороховою або квасолевою, а маштарка — традиційна українська начинка. 

## Маштарка
Маштарка — особлива приправа, інгредієнтами для якої є гарбузове насіння, ядра волоського горіху, цибуля, насіння льону, сметана та спеції. Готовий продукт має вигляд ромбовидного пиріжка, посеред якого видніється начинка. 

## В інших культурах
Подібні картопляники є у багатьох інших країнах, скажімо литовські цепеліни, що мають вигляд дирижаблів та готуються з картопляного тіста, а за начинку у них – м’ясний фарш. Їх подають зі смаженими шкварками та цибулею.